# Vallesvilles
Vallesvilles est une commune française située dans le nord-est du département de la Haute-Garonne en région Occitanie.
Sur le plan historique et culturel, la commune est dans le Lauragais, l'ancien « Pays de Cocagne », lié à la fois à la culture du pastel et à l’abondance des productions, et de « grenier à blé du Languedoc ». Exposée à un climat océanique altéré, elle est drainée par la Sausse, le ruisseau de Roussel et par divers autres petits cours d'eau.
Vallesvilles est une commune rurale qui compte 439 habitants en 2022, après avoir connu une forte hausse de la population depuis 1968. Elle fait partie de l'aire d'attraction de Toulouse. Ses habitants sont appelés les Vallesvillois ou  Vallesvilloises.

## Géographie

### Localisation
La commune de Vallesvilles se trouve dans le département de la Haute-Garonne, en région Occitanie.
Elle se situe à 16 km à vol d'oiseau de Toulouse, préfecture du département, et à 32 km de Revel, bureau centralisateur du canton de Revel dont dépend la commune depuis 2015 pour les élections départementales.
La commune fait en outre partie du bassin de vie de Toulouse.
Les communes les plus proches sont : 
Gauré (2,7 km), Saint-Pierre-de-Lages (3,0 km), Drémil-Lafage (3,6 km), Lanta (3,6 km), Saint-Pierre (4,4 km), Aigrefeuille (5,2 km), Bourg-Saint-Bernard (5,5 km), Sainte-Foy-d'Aigrefeuille (6,1 km).
Sur le plan historique et culturel, Vallesvilles fait partie du Lauragais, occupant une vaste zone, autour de l’axe central que constitue le canal du Midi, entre les agglomérations de Toulouse au nord-ouest et Carcassonne au sud-est et celles de Castres au nord-est et Pamiers au sud-ouest. C'est l'ancien « Pays de Cocagne », lié à la fois à la culture du pastel et à l’abondance des productions, et de « grenier à blé du Languedoc ».
Vallesvilles est limitrophe de cinq autres communes.
Les communes limitrophes sont  Bourg-Saint-Bernard, Drémil-Lafage, Gauré, Lanta et Saint-Pierre-de-Lages.
|                       | Gauré        |                     |
| Drémil-Lafage         | Vallesvilles | Bourg-Saint-Bernard |
| Saint-Pierre-de-Lages | Lanta        |                     |

### Géologie et relief
La superficie de la commune de Vallesvilles est de 816 hectares. Son altitude varie de 174  à   254 mètres.

### Hydrographie

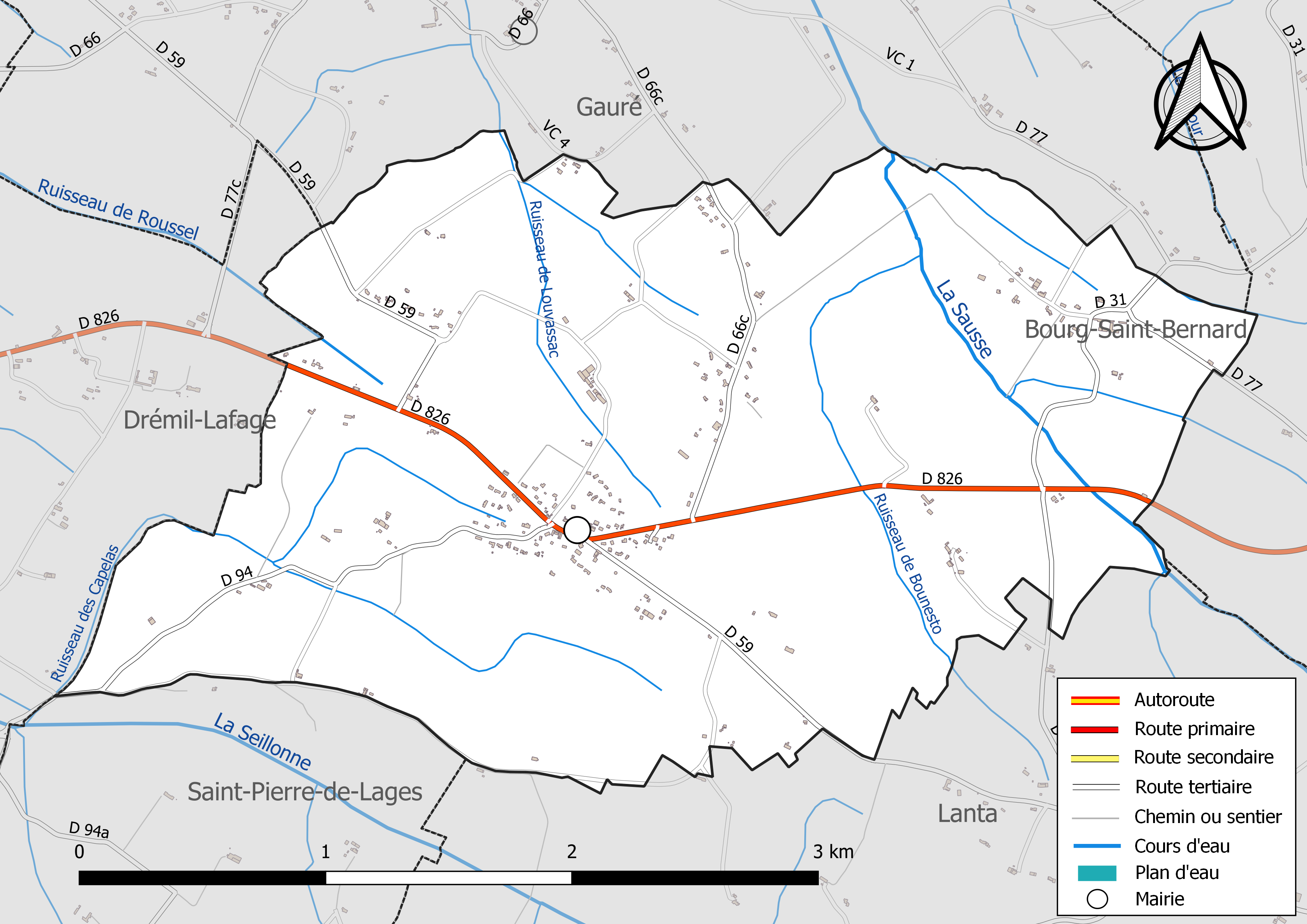
Réseaux hydrographique et routier de Vallesvilles.

La commune est dans le bassin de la Garonne, au sein du bassin hydrographique Adour-Garonne. Elle est drainée par la Sausse, le ruisseau de Roussel, le ruisseau de Bounesto, le ruisseau de Louvassac, le ruisseau des Capelas et par divers petits cours d'eau, constituant un réseau hydrographique de 12 km de longueur totale,.
La Sausse, d'une longueur totale de 22,1 km, prend sa source dans la commune de Lanta et s'écoule du sud-est vers le nord-ouest. Elle traverse la commune et se jette dans l'Hers-Mort à Toulouse, après avoir traversé 11 communes.

### Climat
Pour des articles plus généraux, voir Climat de l'Occitanie et Climat de la Haute-Garonne.
En 2010, le climat de la commune est de type climat du Bassin du Sud-Ouest, selon une étude s'appuyant sur une série de données couvrant la période 1971-2000. En 2020, Météo-France publie une typologie des climats de la France métropolitaine dans laquelle la commune est exposée à un climat océanique altéré et est dans la région climatique Aquitaine, Gascogne, caractérisée par une pluviométrie abondante au printemps, modérée en automne, un faible ensoleillement au printemps, un été chaud (19,5 °C), des vents faibles, des brouillards fréquents en automne et en hiver et des orages fréquents en été (15 à 20 jours).
Pour la période 1971-2000, la température annuelle moyenne est de 13 °C, avec une amplitude thermique annuelle de 15,8 °C. Le cumul annuel moyen de précipitations est de 765 mm, avec 9,2 jours de précipitations en janvier et 5,6 jours en juillet. Pour la période 1991-2020, la température moyenne annuelle observée sur la station météorologique la plus proche, située sur la commune de Ségreville à 14 km à vol d'oiseau, est de 13,4 °C et le cumul annuel moyen de précipitations est de 747,6 mm,. Pour l'avenir, les paramètres climatiques de la commune estimés pour 2050 selon différents scénarios d'émission de gaz à effet de serre sont consultables sur un site dédié publié par Météo-France en novembre 2022.

### Milieux naturels et biodiversité
Aucun espace naturel présentant un intérêt patrimonial n'est recensé sur la commune dans l'inventaire national du patrimoine naturel,,.

## Urbanisme

### Typologie
Au 1er janvier 2024, Vallesvilles est catégorisée commune rurale à habitat dispersé, selon la nouvelle grille communale de densité à sept niveaux définie par l'Insee en 2022.
Elle est située hors unité urbaine. Par ailleurs la commune fait partie de l'aire d'attraction de Toulouse, dont elle est une commune de la couronne,. Cette aire, qui regroupe 527 communes, est catégorisée dans les aires de 700 000 habitants ou plus (hors Paris),.

### Occupation des sols
L'occupation des sols de la commune, telle qu'elle ressort de la base de données européenne d’occupation biophysique des sols Corine Land Cover (CLC), est marquée par l'importance des territoires agricoles (85,4 % en 2018), en diminution par rapport à 1990 (88,7 %). La répartition détaillée en 2018 est la suivante : 
terres arables (64,8 %), zones agricoles hétérogènes (20,6 %), forêts (11,3 %), zones urbanisées (3,3 %). L'évolution de l’occupation des sols de la commune et de ses infrastructures peut être observée sur les différentes représentations cartographiques du territoire : la carte de Cassini (XVIIIe siècle), la carte d'état-major (1820-1866) et les cartes ou photos aériennes de l'IGN pour la période actuelle (1950 à aujourd'hui).

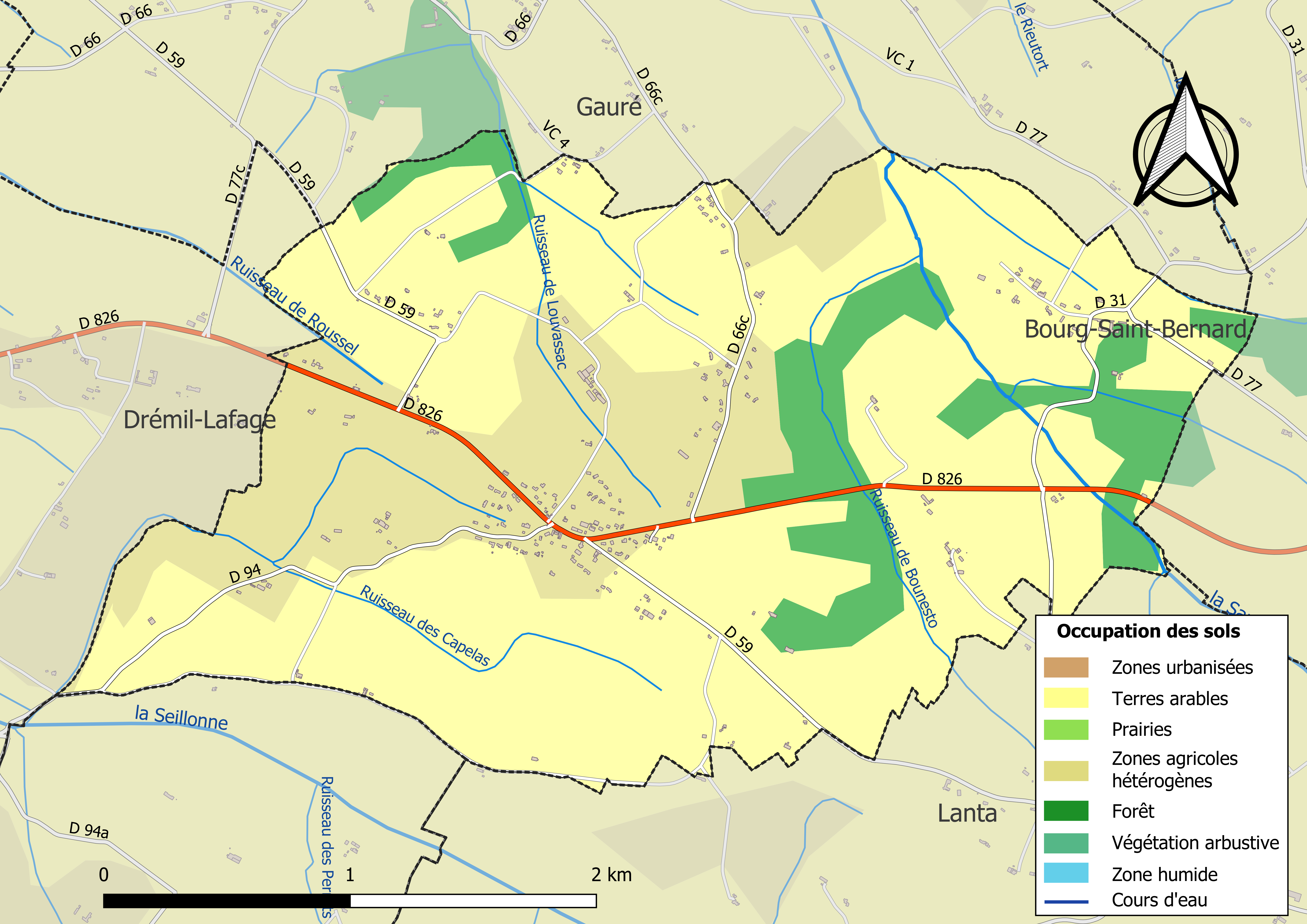
Carte des infrastructures et de l'occupation des sols de la commune en 2018 (CLC).

### Voies de communication et transports

#### Voies de communication
Accès par les anciennes routes nationales RN 126 et RN 621.

#### Transports
La ligne 381 du réseau Arc-en-Ciel relie la commune à la station Balma - Gramont du métro de Toulouse depuis Le Faget.

### Risques majeurs
Le territoire de la commune de Vallesvilles est vulnérable à différents aléas naturels : météorologiques (tempête, orage, neige, grand froid, canicule ou sécheresse), inondations et séisme (sismicité très faible). Un site publié par le BRGM permet d'évaluer simplement et rapidement les risques d'un bien localisé soit par son adresse soit par le numéro de sa parcelle.
Certaines parties du territoire communal sont susceptibles d’être affectées par le risque d’inondation par débordement de cours d'eau, notamment la Sausse. La commune a été reconnue en état de catastrophe naturelle au titre des dommages causés par les inondations et coulées de boue survenues en 1982, 1989, 1991, 1993, 1999 et 2009,.

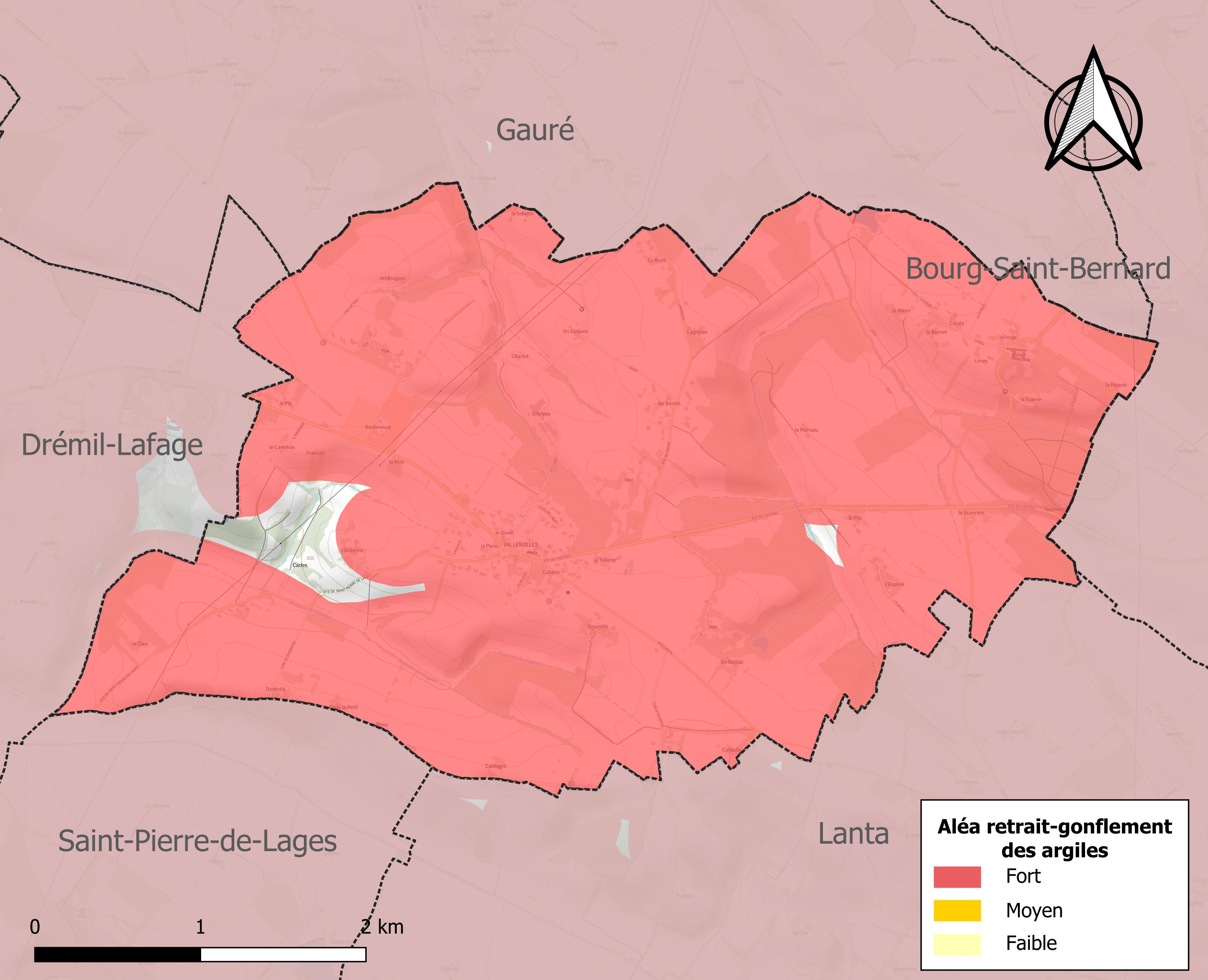
Carte des zones d'aléa retrait-gonflement des sols argileux de Vallesvilles.

Le retrait-gonflement des sols argileux est susceptible d'engendrer des dommages importants aux bâtiments en cas d’alternance de périodes de sécheresse et de pluie. 97,3 % de la superficie communale est en aléa moyen ou fort (88,8 % au niveau départemental et 48,5 % au niveau national). Sur les 172 bâtiments dénombrés sur la commune en 2019, 171 sont en aléa moyen ou fort, soit 99 %, à comparer aux 98 % au niveau départemental et 54 % au niveau national. Une cartographie de l'exposition du territoire national au retrait gonflement des sols argileux est disponible sur le site du BRGM,.
Par ailleurs, afin de mieux appréhender le risque d’affaissement de terrain, l'inventaire national des cavités souterraines permet de localiser celles situées sur la commune.
Concernant les mouvements de terrains, la commune a été reconnue en état de catastrophe naturelle au titre des dommages causés par la sécheresse en 1989, 1991, 1992, 2003, 2011 et 2016 et par des mouvements de terrain en 1999.

## Politique et administration

### Administration municipale
Le nombre d'habitants au recensement de 2011 étant compris entre 100 et 499, le nombre de membres du conseil municipal pour l'élection de 2014 est de onze,.

### Rattachements administratifs et électoraux
La commune fait partie de la troisième circonscription de la Haute-Garonne communauté de communes des Terres du Lauragais et du canton de Revel (avant le redécoupage départemental de 2014, Vallesvilles faisait partie de l'ex-canton de Lanta) et avant le 1er janvier 2017 elle faisait partie de la communauté de communes Cœur Lauragais.

### Liste des maires
| Période                                  | Période  | Identité               | Étiquette | Qualité            |
| ---------------------------------------- | -------- | ---------------------- | --------- | ------------------ |
| mars 1953                                | 1977     | Jean Lamare            | DVD       | conseiller général |
| mars 1977                                | 2001     | Henry de Crouzet-Zebel | DVD       |                    |
| mars 2001                                | 2014     | Édith Medale           | DVD       |                    |
| mars 2014                                | 2020     | Nicole Dury            | SE        | Retraitée          |
| 2020                                     | En cours | Christian Izard        |           |                    |
| Les données manquantes sont à compléter. |          |                        |           |                    |

## Population et société

### Démographie
L'évolution du nombre d'habitants est connue à travers les recensements de la population effectués dans la commune depuis 1793. Pour les communes de moins de 10 000 habitants, une enquête de recensement portant sur toute la population est réalisée tous les cinq ans, les populations de référence des années intermédiaires étant quant à elles estimées par interpolation ou extrapolation. Pour la commune, le premier recensement exhaustif entrant dans le cadre du nouveau dispositif a été réalisé en 2004.

En 2022, la commune comptait 439 habitants, en évolution de +7,33 % par rapport à 2016 (Haute-Garonne : +8,02 %, France hors Mayotte : +2,11 %).
| 1793 | 1800 | 1806 | 1821 | 1831 | 1836 | 1841 | 1846 | 1851 |
| ---- | ---- | ---- | ---- | ---- | ---- | ---- | ---- | ---- |
| 210  | 230  | 224  | 236  | 233  | 283  | 243  | 383  | 382  |

| 1856 | 1861 | 1866 | 1872 | 1876 | 1881 | 1886 | 1891 | 1896 |
| ---- | ---- | ---- | ---- | ---- | ---- | ---- | ---- | ---- |
| 388  | 339  | 388  | 336  | 309  | 297  | 318  | 332  | 317  |

| 1901 | 1906 | 1911 | 1921 | 1926 | 1931 | 1936 | 1946 | 1954 |
| ---- | ---- | ---- | ---- | ---- | ---- | ---- | ---- | ---- |
| 315  | 320  | 315  | 223  | 262  | 246  | 253  | 236  | 250  |

| 1962 | 1968 | 1975 | 1982 | 1990 | 1999 | 2004 | 2006 | 2009 |
| ---- | ---- | ---- | ---- | ---- | ---- | ---- | ---- | ---- |
| 200  | 194  | 205  | 215  | 332  | 291  | 311  | 324  | 379  |

| 2014 | 2019 | 2022 | - | - | - | - | - | - |
| ---- | ---- | ---- | - | - | - | - | - | - |
| 394  | 435  | 439  | - | - | - | - | - | - |

| selon la population municipale des années : | 1968 | 1975 | 1982 | 1990 | 1999 | 2006 | 2009 | 2013 |
| Rang de la commune dans le département      | 304  | 279  | 279  | 244  | 285  | 292  | 278  | 279  |
| Nombre de communes du département           | 592  | 582  | 586  | 588  | 588  | 588  | 589  | 589  |

### Enseignement
Vallesvilles fait partie de l'académie de Toulouse.

### Écologie et recyclage
La collecte et le traitement des déchets des ménages et des déchets assimilés ainsi que la protection et la mise en valeur de l'environnement se font dans le cadre de la communauté de communes Cœur Lauragais.

## Économie

### Revenus
En 2018  (données Insee publiées en septembre 2021), la commune compte 163 ménages fiscaux, regroupant 433 personnes. La médiane du revenu disponible par unité de consommation est de 25 700 € (23 140 € dans le département).

### Emploi
|                | 2008  | 2013  | 2018  |
| -------------- | ----- | ----- | ----- |
| Commune        | 4 %   | 4 %   | 6,3 % |
| Département    | 7,7 % | 9,6 % | 9,3 % |
| France entière | 8,3 % | 10 %  | 10 %  |

En 2018, la population âgée de 15 à 64 ans s'élève à 264 personnes, parmi lesquelles on compte 81,5 % d'actifs (75,2 % ayant un emploi et 6,3 % de chômeurs) et 18,5 % d'inactifs,. Depuis 2008, le taux de chômage communal (au sens du recensement) des 15-64 ans est inférieur à celui de la France et du département.
La commune fait partie de la couronne de l'aire d'attraction de Toulouse, du fait qu'au moins 15 % des actifs travaillent dans le pôle,. Elle compte 48 emplois en 2018, contre 44 en 2013 et 38 en 2008. Le nombre d'actifs ayant un emploi résidant dans la commune est de 208, soit un indicateur de concentration d'emploi de 23,4 % et un taux d'activité parmi les 15 ans ou plus de 65,6 %.
Sur ces 208 actifs de 15 ans ou plus ayant un emploi, 31 travaillent dans la commune, soit 15 % des habitants. Pour se rendre au travail, 89,6 % des habitants utilisent un véhicule personnel ou de fonction à quatre roues, 2,8 % les transports en commun, 1 % s'y rendent en deux-roues, à vélo ou à pied et 6,6 % n'ont pas besoin de transport (travail au domicile).

### Activités hors agriculture
38 établissements sont implantés  à Vallesvilles au 31 décembre 2019. Le tableau ci-dessous en détaille le nombre par secteur d'activité et compare les ratios avec ceux du département,.
| Secteur d'activité                                                                                        | Commune | Commune | Département |
| Secteur d'activité                                                                                        | Nombre  | %       | %           |
| --- | ------- | ------- | ----------- |
| Ensemble                                                                                                  | 38      |         |             |
| Industrie manufacturière, industries extractives et autres                                                | 2       | 5,3 %   | (5,7 %)     |
| Construction                                                                                              | 8       | 21,1 %  | (12 %)      |
| Commerce de gros et de détail, transports, hébergement et restauration                                    | 8       | 21,1 %  | (25,9 %)    |
| Information et communication                                                                              | 1       | 2,6 %   | (4,1 %)     |
| Activités immobilières                                                                                    | 3       | 7,9 %   | (4,2 %)     |
| Activités spécialisées, scientifiques et techniques et activités de services administratifs et de soutien | 6       | 15,8 %  | (19,8 %)    |
| Administration publique, enseignement, santé humaine et action sociale                                    | 2       | 5,3 %   | (16,6 %)    |
| Autres activités de services                                                                              | 8       | 21,1 %  | (7,9 %)     |

Le secteur des autres activités de services est prépondérant sur la commune puisqu'il représente 21,1 % du nombre total d'établissements de la commune (8 sur les 38 entreprises implantées  à Vallesvilles), contre 7,9 % au niveau départemental.

### Agriculture
|               | 1988 | 2000 | 2010 | 2020 |
| ------------- | ---- | ---- | ---- | ---- |
| Exploitations | 14   | 11   | 12   | 8    |
| SAU (ha)      | 611  | 674  | 559  | 555  |

La commune est dans le Lauragais, une petite région agricole occupant le nord-est du département de la Haute-Garonne, dont les coteaux portent des grandes cultures en sec avec une dominante blé dur et tournesol. En 2020, l'orientation technico-économique de l'agriculture  sur la commune est la polyculture et/ou le polyélevage. Huit exploitations agricoles ayant leur siège dans la commune sont dénombrées lors du recensement agricole de 2020 (14 en 1988). La superficie agricole utilisée est de 555 ha,,.

## Culture locale et patrimoine

### Lieux et monuments
- Le monument aux morts ;
- L'église Saint-Martin du XIXe siècle.

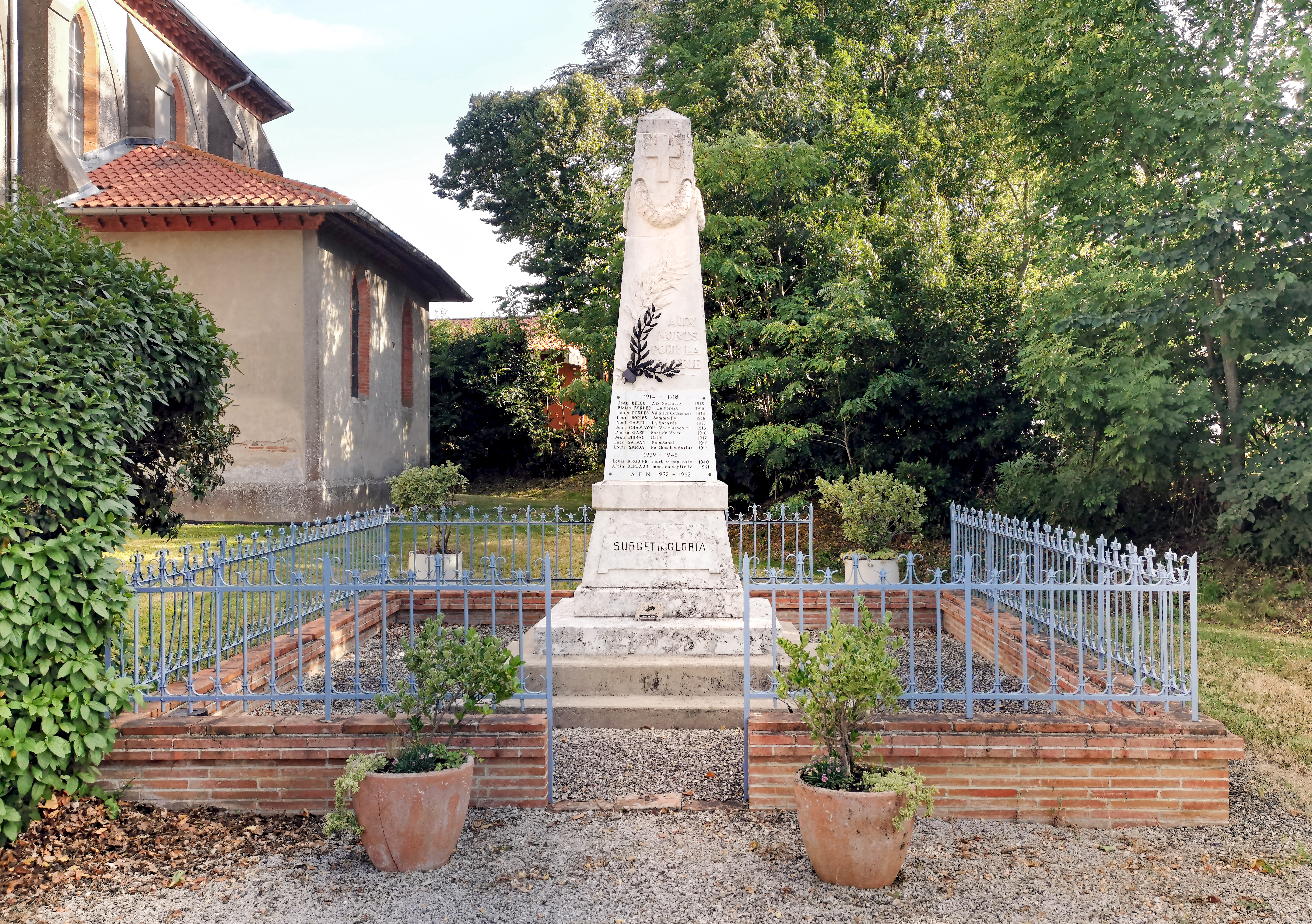
Le monument aux morts.
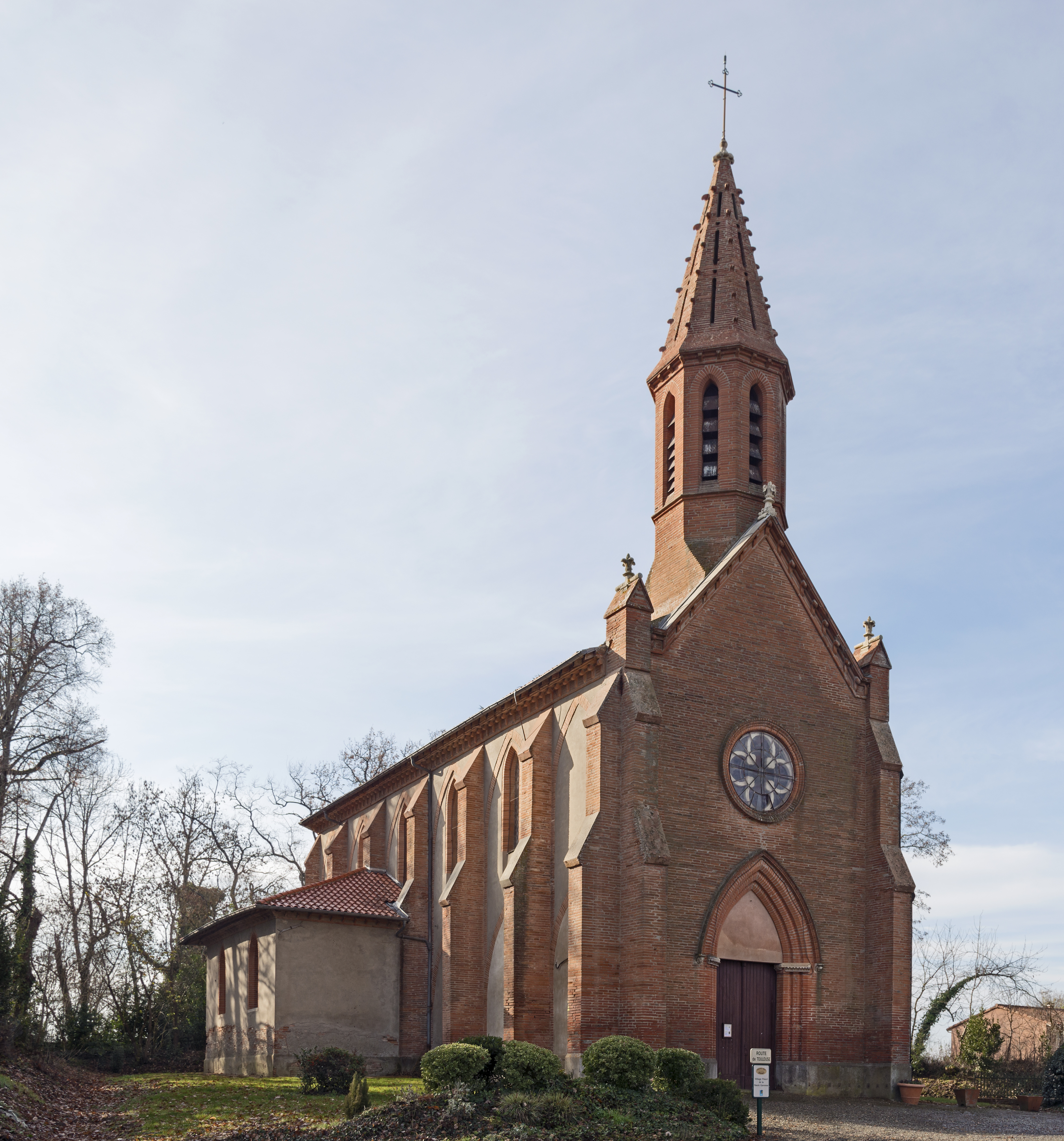
L'église Saint-Martin.

### Personnalités liées à la commune
- Joseph Caffarelli, qui épousa Julie Lavaysse, en février 1795 au Pujolet (hameau de la commune).
- Famille de Crouzet[39], dont Henri de Crouzet-Zebel, maire de Vallesvilles de 1977 à 2001[40].

### Héraldique
| Blason de Vallesvilles | Blason  | De gueules à la croix cléchée, vidée et pommetée de douze pièces d'or, soutenue de deux épées d'argent versées posées en chevron versé et ferues chacune dans un manteau d'azur. |
| Blason de Vallesvilles | Détails | Créé par JF Binon. Site de l'Annuaire des Collectivités, 2025. |

## Pour approfondir